# کریگ وود
کریگ وود (انگلیسی: Craig Wood) تدوین‌گر اهل ایالات متحده آمریکا است.
از فیلم‌ها یا مجموعه‌های تلویزیونی که وی در آن‌ها نقش داشته است، می‌توان به نگهبانان کهکشان اشاره نمود.